# Arena Riverbank
Arena Riverbank (cunoscută anterior drept Centrul Olimpic de Hochei) va fi un stadion situat în Parcul Olimpic din Hackney, estul Londrei. Este construit în mod special pentru Jocurile Olimpice și Paralimpice de vară din 2012. Construcția Arenei Riverbank a început în anul 2011, iar finalizarea construcțiilor este programată pentru luna mai a anului 2012. Bugetul alocat arenei este de aproximativ 19 milioane de lire sterline.
Arena va fi împărțită în două sectoare Olimpice pentru desfășurarea probelor de hochei pe iarbă, cu capacități de 15.000, respectiv 5000 de locuri, și locuri pentru probele paralimpice de fotbal cu echipe de câte 5, și de câte 7. Pentru prima dată în istoria Olimpică a probelor de hochei pe iarbă, culoarea terenului nu va fi verde, ci albastru. De asemenea, și culoarea mingii va fi schimbată în galben pentru a da un constrast mai bun.
Echipa de fotbal Leyton Orient F.C. care joacă în prezent în Football League One din Anglia și Țara Galilor, și-a exprimat clar dorința de a evolua în centrul de hochei, după terminarea Jocurilor Olimpice de vară din 2012, dat fiind că Arena Riverbank va fi o sală de sport multi-funcțională, dar dedicată în special meciurilor de fotbal.